# Arado Ar 234 Blitz
Арадо Ar 234 «Блитц» (Молния) (нем. Arado Ar 234 „Blitz“) — немецкий реактивный бомбардировщик времён Второй мировой войны, создан компанией Arado Flugzeugwerke.
Первый в мире реактивный бомбардировщик и первый реактивный бомбардировщик, участвовавший в боевых действиях.

## Боевое применение
Впервые в боевых условиях самолёт был применён 2 августа 1944 года. Пилотируемый лейтенантом Эрихом Зоммером разведчик за 1,5 часа сфотографировал весь район высадки войск противника в Нормандии.
Использовался люфтваффе с ноября 1944 года в качестве разведчика, а с декабря 1944 года наносил удары по войскам антигитлеровской коалиции. Одним из самых известных случаев применения Ar 234 стала бомбардировка Ремагенского моста — первого не разрушенного моста через Рейн, захваченного противником.
Несмотря на то, что в конце войны из-за нехватки горючего самолёт использовался эпизодически, он оставался очень сложной целью для перехвата благодаря своей высокой скорости. В последние месяцы войны Ar 234 были единственными самолётами-разведчиками, способными действовать в условиях тотального превосходства противника в воздухе, в том числе даже над территорией Великобритании.

## Тактико-технические характеристики

Проекции самолёта Ar 234B

Приведённые ниже характеристики соответствуют модификации Ar 234B-2:
Технические характеристики
- Экипаж: 1 человек
- Длина: 12,63 м
- Размах крыла: 14,41 м
- Высота: 4,30 м
- Площадь крыла: 26,40 м²
- Масса пустого: 5200 кг
- Масса снаряжённого: 8417 кг
- Максимальная взлётная масса: 9850 кг
- Двигатели: 2×турбореактивных Jumo 004B-1
- Тяга: 2×8,80 кН (900 кгс)

Лётные характеристики
- Максимальная скорость: 742 км/ч на 6000 м
- Боевой радиус: 1100 км (с максимальной бомбовой нагрузкой)
- Практический потолок: 10000 м
- Скороподъёмность: 30 м/с

Вооружение
- Стрелково-пушечное: 2×20 мм пушки MG 151 в хвосте, стреляющие назад; 200 снарядов на ствол
- Пушечное: 2×20 мм пушки MG 151 в носу; 250 снарядов на ствол
- Бомбовая нагрузка: до 1500 кг на внешней подвеске.

## Модификации
- A — опытная серия, в которой при взлёте в качестве шасси использовалась сбрасываемая тележка, а при посадке лыжи;
- B — B-0 около 20 машин для интенсивных испытаний (нет катапульты);

- B-1 — вариант разведчика (мог дополнительно вооружаться бомбами), имел возможность взлетать с ускорителями;
- B-2 — вариант бомбардировщика, имел возможность взлетать с ускорителями;
- B-2 Nachtigall (соловей) — в конце 1944 года Люфтваффе приняло решение переоборудовать 30 самолётов модификации B-2 в ночные истребители. Для этого на самолёты должны были быть установлены две пушки MG 151 и радар Neptune. Два прототипа были поставлены в экспериментальное подразделение Воздушный флот «Рейх». Испытания этой модификации показали непригодность Ar 234 для использования в качестве ночного истребителя и проект был закрыт;

- С — многоцелевые модификации с 4 двигателями (с С-1 по С-8); возникли из-за нехватки реактивных двигателей Junkers Jumo.004B (использовавшиеся на Messerschmitt Me.262). Их заменили на менее мощные и более лёгкие BMW.003. 4 таких двигателя давали большую мощность, чем 2 Junkers Jumo.004B;
- D — в качестве двигателей использовались Хенкель-Хирт HeS 011A (тяга 1300 кг);
- P — различные проекты ночных истребителей.

Хронология лётных испытаний
- 10 марта 1944 года состоялся первый полёт самолёта серии «B»;
- 30 сентября 1944 года — первый полёт серии «С».

## Советские модификации
В конце Второй мировой войны два трофейных экземпляра «Арадо-234» были вывезены в Советский Союз для восстановления и лётных испытаний. Работы велись на производственной базе авиационного завода № 458 НКАП под руководством главного конструктора завода И. В. Четверикова, перед которым было поставлено тактико-техническое задание на базе трофейного самолёта разработать советский вариант реактивного бомбардировщика. По мнению историка авиации Н. В. Якубовича проект по копированию «Арадо-234» был одним из самых реальных в рамках тогдашней советской программы по разработке реактивного бомбардировщика. Заданием предусматривалось создание бомбардировщика с четырьмя турбореактивными двигателями BMW-003 или двумя Jumo-004. При этом самолёт должен был летать с максимальной скоростью 750 км/ч на высоте 5000 м, подниматься на высоту 12000 м и доставлять 1000 кг бомб на расстояние 1600 км или 1500 кг — на 1200 км. Для начала решили восстановить две трофейных машины: двухдвигательный серийный одноместный многоцелевой самолёт и опытный бомбардировщик с четырьмя ТРД.